# Mesophellia parva
Mesophellia parva är en svampart som beskrevs av Trappe, Castellano & Malajczuk 1996. Mesophellia parva ingår i släktet Mesophellia och familjen Mesophelliaceae.   Inga underarter finns listade i Catalogue of Life.